# Ариран
 Тази статия е за песента.  За спортните игри в Северна Корея вижте Ариран (игри).  
„Ариран“ (на корейски: 아리랑) е корейска народна песен с лирично съдържание.
Тя се изпълнява в множество регионални варианти, най-ранните от които са от началото на XV век. Широка известност получава сеулският вариант, популяризиран като част от музиката на един от първите корейски филми, едноименният „Ариран“ от 1926 година. През следващите десетилетия песента става много известна и често е определяна като неофициален химн на Корея.
На два пъти – през 2012 година за Южна Корея и през 2014 година за Северна Корея – ЮНЕСКО включва песента в своя Списък на нематериалното световно наследство.